# شبگرد گوش‌دار
شبگرد گوش‌دار (نام علمی: Eurostopodus) نام یک سرده از تیره شبگردان است.